# 恰特拉普尔
恰特拉普尔（Chhatrapur），是印度奥里萨邦Ganjam县的一个城镇。总人口20288（2001年）。

## 人口
该地2001年总人口20288人，其中男性10332人，女性9956人；0—6岁人口1967人，其中男1041人，女926人；识字率79.00%，其中男性为84.82%，女性为72.95%。